# Dolina Ludzi Milczących
Dolina Ludzi Milczących (ang. Valley of silent men) – powieść napisana przez amerykańskiego pisarza Jamesa Olivera Curwooda w 1920 roku. 
Akcja powieści dzieje się w północnej Kanadzie. Bohaterem książki jest policjant Jim Kent, który sądząc, że jego rana jest śmiertelna, przyznaje się do zabójstwa, którego nie popełnił, ratując przy tym niewinnego człowieka. Jednak Jim zostaje wyleczony i w szpitalu czeka na proces.